# Cyrtillus albofasciatus
Cyrtillus albofasciatus är en skalbaggsart som beskrevs av Aurivillius 1917. Cyrtillus albofasciatus ingår i släktet Cyrtillus och familjen långhorningar. Inga underarter finns listade i Catalogue of Life.